# 新城府
新城府，清朝设置的府。
光绪三十二年（1906年），伯都讷厅升置为新城府，治所在伯都讷新城（今吉林省松原市宁江区），辖境约当今松原市一带。新城府原辖新城县与榆树县两县，1914年降为扶余县。 